# Bujdosó Ernő (festő)
Bujdosó Ernő (Lajosmizse, 1944. október 10.–) Munkácsy Mihály-díjas (1982) magyar festőművész, pedagógus, egyetemi tanár. Az M. S. mester díj kuratóriumának tagja.

## Életpályája
Iskoláit szülővárosában és Kecskeméten járta ki. 1964-1965 között a Szegedi Tanárképző Főiskola magyar-rajz szakos hallgatója volt. 1968-1973 között a Magyar Képzőművészeti Főiskola festő szakán tanult; Sarkantyú Simon és Barcsay Jenő tanították. 1974-1976 között a budapesti Képző- és Iparművészeti Szakközépiskola rajztanára volt. 1976 óta szabadfoglalkozású festőművész. 1980-ban Franciaországban volt ösztöndíjas. 1986-ban SZOT-ösztöndíjas volt. 1992-től 10 évig a Képzőművészek Gulácsy Lajos Egyesületének elnöke volt. 2004 óta a Kaposvári Egyetem Művészeti Főiskolai Karának tanára.

## Kiállításai

### Egyéni
- 1976, 1993-1994 Budapest
- 1981 Bonyhád
- 1984 Hamburg

### Csoportos
- 1976 Szófia
- 1978 Párizs, Budapest
- 1982 Hamburg
- 1983 Szeged
- 1987 Szolnok
- 1988 Stockholm, Budapest
- 1989 Brüsszel
- 1990 Stockholm
- 1991 Bécs
- 1996-1998 Budapest

## Művei
- Dobozon ülők I.
- Papír Madonna
- Önégető
- Öngyulladás
- Feljegyzés utódoknak (1988)
- Intenzív (1990)
- Figurákról II. (1995)
- Gesztusok (1995)
- Rozsda (1995)
- Barbár jegyzet (1995)
- Expresszív ikon (1995)
- Sötét gesztus (1996)
- Plein air (1997)
- Szubjekt (1997)
- Századvégi töredék (1998)
- Figura után (2000)
- Térden (2000)
- Térbe vetettek (2001)
- Ikonos opusz (2002)
- Expresszív opusz II. (2002)
- Olvadók (2003)
- Mozdulat töredék (2003)
- Sötét lelet (2003)
- Urbánus (2004)
- Trafóikon (2005)
- Tájba merülők (2007)

## Díjai, kitüntetései
- Derkovits Gyula képzőművészeti ösztöndíj (1974-1977)
- Nemzetközi Festészeti Triennálé I. díj (1976)
- Bulgáriai ösztöndíj (1977)
- Kassa város díja (1980)
- Táblaképfestészeti biennálé díja (1983)
- Norvég ösztöndíj (1991)